# Tioxantén
A tioxantén heterogyűrűs vegyület, mely több fontos vegyület alapváza, melyek többsége antipszichotikum.
A tioxantén kémiailag és a származékok biológiai tulajdonságait illetően is hasonlít a fenotiazinhoz, mely az antipszichotikumok egy másik csoportját alkotja. A származékok mindkét vegyületnél három csoportba sorolhatók:
Dimetilaminok(en):
- klórprotixén (antipszichotikum)
- hikanton(en) és aktív metabolitja, a lukanton(en) (bilharziózis elleni gyógyszer; a bilharziózis parazita okozta betegség)

Piperazinok:
- klopentixol(en) és cisz-izomerje, a zuklopentixol(en)
- flupentixol (antipszichotikum)
- tiotixén (antipszichotikum)

Piperidinek:
- metixén (Parkinson-kór elleni gyógyszer)
- pimetixén(en) (hiperaktivitás, szorongás és más betegségek gyógyszere)

A izopropil-tioxanton(en) nyomtatáskor használt fotoiniciátor.